# برايان كارفالو
برايان كارفالو (بالإسبانية: Bryan Carvallo)‏ (15 سبتمبر 1996 في تشيلي - ) هو لاعب كرة قدم تشيلي في مركز الهجوم. لعب مع Club Necaxa (women) ‏.

## روابط خارجية
- برايان كارفالو على موقع قاعدة بيانات كرة القدم.إي يو (الإنجليزية)
- برايان كارفالو على موقع Soccerway.com (الإنجليزية)
- برايان كارفالو على موقع AS.com (الإسبانية)